# انزامر (بوعبوط أمدلان)
انزامر هي إحدى مشيخات المملكة المغربية، تتبع جغرافيا لإقليم شيشاوة وإداريًا لبوعبوط أمدلان. يقدر عدد سكانها بـ 8226 نسمة حسب الإحصاء الرسمي للسكان والسكنى لسنة 2004.